# Туристичний агент

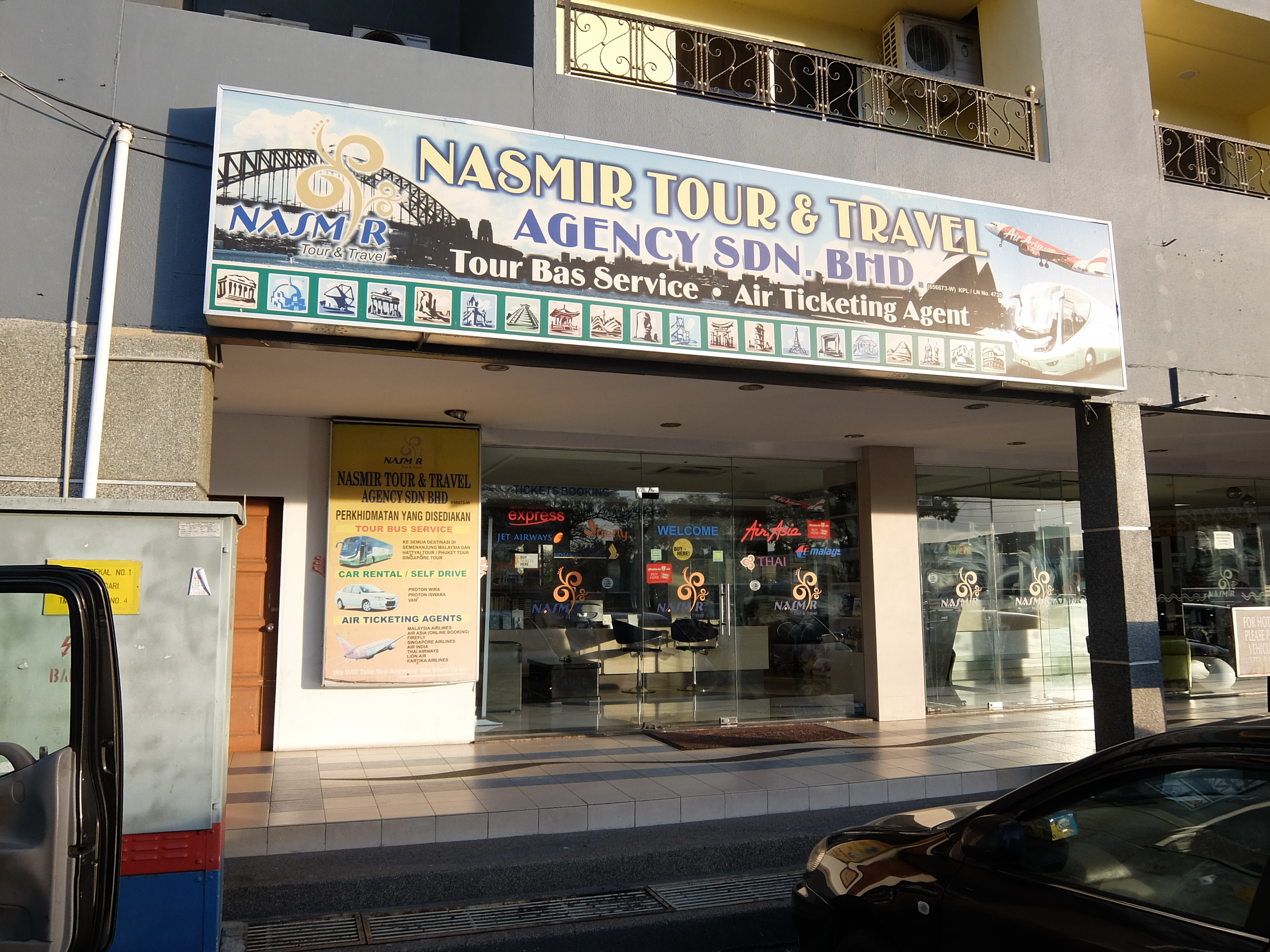
Туристичний агент

Туристичний агент — особа, яка займається реалізацією сформованих туроператором туристичних продуктів.
Турагент, бронюючи тури у туроператора, реалізує туристичний продукт покупцеві, або виступає посередником між туристом і туроператором за комісійну винагороду, що надається туроператором.
Найбільші турагенти об'єднані в міжнародну асоціацію IATA.

## Діяльність
Турагенти не володіють засобами обслуговування і виступають посередниками між підприємством туристичного обслуговування (туроператором) і покупцем туристичної путівки, просуваючи і реалізовуючи туристичний продукт. На українському ринку сьогодні достатньо висока конкурентність серед представленої кількості туристичних агентів. Кількість їх у великих містах може сягати від 400 до 1000 самостійних одиниць, чи незалежних філіалів. Серед 452 туристичних агентів у Харкові є як відомі на всю Україну, так і ті, що тільки розпочали діяльність.
Останнім часом набуває популярності онлайн пошук турів від всіх туроператорів, що дозволяє користувачам здійснювати пакетні тури відразу по всім базам провідних операторів України на одній сторінці. Турист має можливість отримати найнижчу вартість туристичного продукту.
Діяльність турагентств і туроператорів в унормована в Законі України «Про туризм».